# Anton Brückner
Anton Brückner (* 27. Dezember 1776 in Rastatt; † 6. Mai 1836 in Karlsruhe) war badischer Generalmajor.

## Leben

### Herkunft
Sein Vater war badischer Hauptmann in Rastatt. Auch sein Bruder Ludwig (1768–1832) wurde badischer Generalmajor.

### Werdegang
Er ging in badische Dienste und wurde 1791 Kadett in einem Füsilier-Bataillon in Rastatt. 1792 wurde er Fähnrich und 1794 Seconde-Lieutenant. Am 28. April 1799 war er Wachkommandant in Rastatt, als in der Nacht die französischen Gesandten ermordet wurden. Es gab Verdächtigungen, aber die Kriegsjahre ermöglichten ihm einen raschen Aufstieg. 1800 wurde er Premier-Lieutenant und 1811 Major.
In dieser Zeit nahm er mehreren Feldzügen teil. Während des Ersten Koalitionskrieges kämpfte er gegen die Franzosen. Im Dritten Koalitionskrieg stand das Kurfürstentum Baden an der Seite Frankreichs gegen Österreich. Der Kurfürst erhielt ehemals österreichische Gebiete und das Großherzogtum Baden entstand. Die Badische Armee kämpfe im Vierten Koalitionskrieg von 1806 bis 1807 nun gegen Preußen. Brückner konnte sich 1807 im Gefecht bei Dirschau auszeichnen. Dafür erhielt er das Ritterkreuz des Karl-Friedrich-Militär-Verdienstordens.
Badische Truppen waren auch an Napoleons Feldzug in Spanien beteiligt und Brückner kämpfte bereits 1808 in der Schlacht bei Zormosa. Dort erhielt es das Ritterkreuz der französischen Ehrenlegion. 1811 kehrte er aus Spanien nach Baden zurück. An Napoleons Russlandfeldzug hat er wohl nicht teilgenommen, denn am 23. Dezember 1812 wurde er Kommandant eines Ersatz-Bataillons von 1200 Mann, welches von Karlsruhe über Berlin nach Glogau geschickt wurde. Die Badener nahmen dort vom 7. Februar 1813 bis 26. Mai 1813 an der Verteidigung der Festung gegen die Alliierten teil. Nach Aufhebung der Blockade kämpften diese am 2. Mai 1813 auch in der Schlacht bei Großgörschen, wo Brückner durch einen Schuss am Arm verwundet wurde. Für die gute Führung seines Bataillons erhielt er das Offizierskreuz der französischen Ehrenlegion. Nach der Schlacht bei Leipzig geriet er in preußische Gefangenschaft, aus der er Dezember 1813 entlassen wurde. 1814 wurde er zum Oberstleutnant befördert.
Im Feldzug von 1815 stand er im Infanterie-Regiment Nr. 4 (Neuenstein) und wurde dessen Kommandeur ad interim, nachdem der Regimentskommandeur abkommandiert worden war.
Nach dem Krieg wurde er 1823 Oberst und erhielt 1827 das Kommandeurskreuz des Zähringer Löwenordens mit Eichenlaub. 1830 wurde er Präses der Kommission zur Erarbeitung eines neuen Infanteriereglements. Er wurde 1839 auf eigenes Ersuchen pensioniert, dazu wurde er zum Generalmajor befördert und erhielt die Erlaubnis die Uniform der aktiven Generale tragen zu dürfen. Er starb am 6. Mai 1836 in Karlsruhe.